# Loi sur la publicité légale des entreprises
La Loi sur la publicité légale des entreprises (LPLE) est une loi québécoise qui régit les renseignements sur les entreprises conservés par le Registraire des entreprises, à des fins d'opposabilité aux tiers de bonne foi.
Il s'agit d'une loi importante en droit des affaires québécois car elle contient les principales formalités d'enregistrement d'une entreprise au Québec ainsi que les règles concernant le nom d'une entreprise.

## Dispositions principales
L'art. 17 LPLE contient les principales règles concernant le nom d'une société. Il existe des règles parallèles dans la Charte de la langue française (art. 63, 64, 68 CLF) et dans le Règlement sur la LPLE (art. 3, 4, 5 R-LPLE). 
L'art. 19 LPLE affirme que le seul fait de l’inscription d’un nom au registre ou du dépôt qui y est fait d’un document qui le contient ne confère pas à l’assujetti un droit sur ce nom.
L'art. 20 LPLE dispose que le registraire peut demander à un assujetti de remplacer ou de modifier un nom qu’il déclare s’il n’est pas conforme aux dispositions de l’un des paragraphes 1° à 6° du premier alinéa ou du deuxième alinéa de l’article 17.
L'art. 21 LPLE prévoit qui est soumis à une obligation d'immatriculation. 
L'art. 25 LPLE contient une présomption que la personne qui possède un établissement, une ligne téléphonique ou une case postale au Québec y exerce une activité. 
L'art. 32 LPLE énonce que la déclaration d’immatriculation doit être produite au registraire au plus tard 60 jours après la date à laquelle l’obligation d’immatriculation s’impose et être accompagnée des droits 
L'art. 33 LPLE énumère les éléments obligatoires d'une déclaration d'immatriculation.
L'art. 36 LPLE énumère des motifs pour lesquels le registraire doit a priori refuser l'immatriculation. 
L'art. 37 LPLE prévoit que le registraire immatricule l'assujetti en lui attribuant un numéro d’entreprise du Québec et en inscrivant au registre la date de l’immatriculation ainsi que les informations le concernant.
L'art. 45 LPLE impose de produire une déclaration de mise à jour une fois par année. 
L'art. 46 LPLE affirme que le registraire fait une inscription lorsque l'assujetti a satisfait à son obligation de mise à jour.
L'art. 55 LPLE demande à l'assujetti de produire une déclaration de radiation lorsque l'obligation d'immatriculation ne s'impose plus. 
L'art. 59 LPLE autorise le registraire de radier d'office l'immatriculation lorsque l'assujetti fair défaut de se conformer pendant deux années consécutives. 
L'art. 98 LPLE énonce quelles informations relatives à l'assujetti font preuve de leur contenu à l'égard des tiers de bonne foi. 
L'art. 99 LPLE affirme que toute personne peut consulter le registre. 
L'art. 132 LPLE autorise un intéressé d'annuler une inscription ou le dépôt au registre.
L'art. 134 LPLE permet à un intéressé de demander au registraire qu'il remplace ou modifie un nom qui n'est pas conforme à la loi. 
Les art. 152-158 LPLE prévoient des amendes. 
L'annexe 1 LPLE contient les droits relatifs au régime de publicité. . 